# Granatelle à plastron
Granatellus sallaei
Espèce
Répartition géographique
Statut de conservation UICN

 LC  : Préoccupation mineure
Le Granatelle à plastron (Granatellus sallaei) est une espèce de passereaux appartenant à la famille des Cardinalidae.
Son épithète spécifique est dédié à l'entomologiste Auguste Sallé (1820-1896).

## Description
Le granatelle à plastron a les parties supérieures bleu ardoise uni. La couronne est margée d'un léger trait noir peu distinct. Les rémiges et les rectrices sont noires bordées ardoise. La tête, le menton et la gorge sont gris ardoise. La poitrine, l'abdomen et le dessous de la queue sont rouge vermillon. Les côtés de la poitrine et la partie inférieure des flancs sont gris ardoise, la partie supérieure étant blanche.

## Habitat
Le granatelle à plastron vit dans les forêts caduques et de deuxième croissance ainsi que dans les zones broussailleuses.

## Reproduction
Ses œufs sont blanc légèrement mouchetés de brun-noirâtre.

## Répartition et sous-espèces
D'après la classification de référence (version 10.1, 2020) du Congrès ornithologique international, cette espèce est constituée des deux sous-espèces suivantes (ordre phylogénique) :
- Granetallus sallaei sallaei (Bonaparte, 1856) — au sud de la baie de Campêche ;
- Granetallus sallaei boucardi Ridgway, 1885 — péninsule du Yucatán, Bélize et nord du Guatemala.